# Bryan Cranston
Bryan Lee Cranston (* 7. března 1956, Hollywood, Kalifornie, USA) je americký filmový herec, scenárista a producent. Proslavil se především díky ztvárnění role Hala v sitcomu Malcolm v nesnázích (2000–2006) společnosti Fox a Waltera Whitea v kriminálním seriálu Perníkový táta (2008–2013) společnosti AMC. Je držitelem šesti cen Emmy, čtyř Cen Sdružení filmových a televizních herců, dvou cen Tony a Zlatého Glóbu.
Za výkon v seriálu Perníkový táta získal čtyři ceny Emmy za nejlepšího herce v hlavní roli v dramatickém seriálu (v letech 2008, 2009, 2010 a 2014). Poté, co se stal producentem pořadu v roce 2011, získal také dvě ceny Emmy za nejlepší dramatický seriál. Perníkový táta mu vysloužil také pět nominací na čtyři Zlaté Glóby (jedno vítězství) a devět nominací na Cenu Sdružení filmových a televizních herců (čtyři vítězství).